# دارشکنک پولک‌طلایی
دارشکنک پولک‌طلایی (نام علمی: Picumnus exilis) نام یک گونه از سرده دارشکنک‌ها است.